# Travelcard

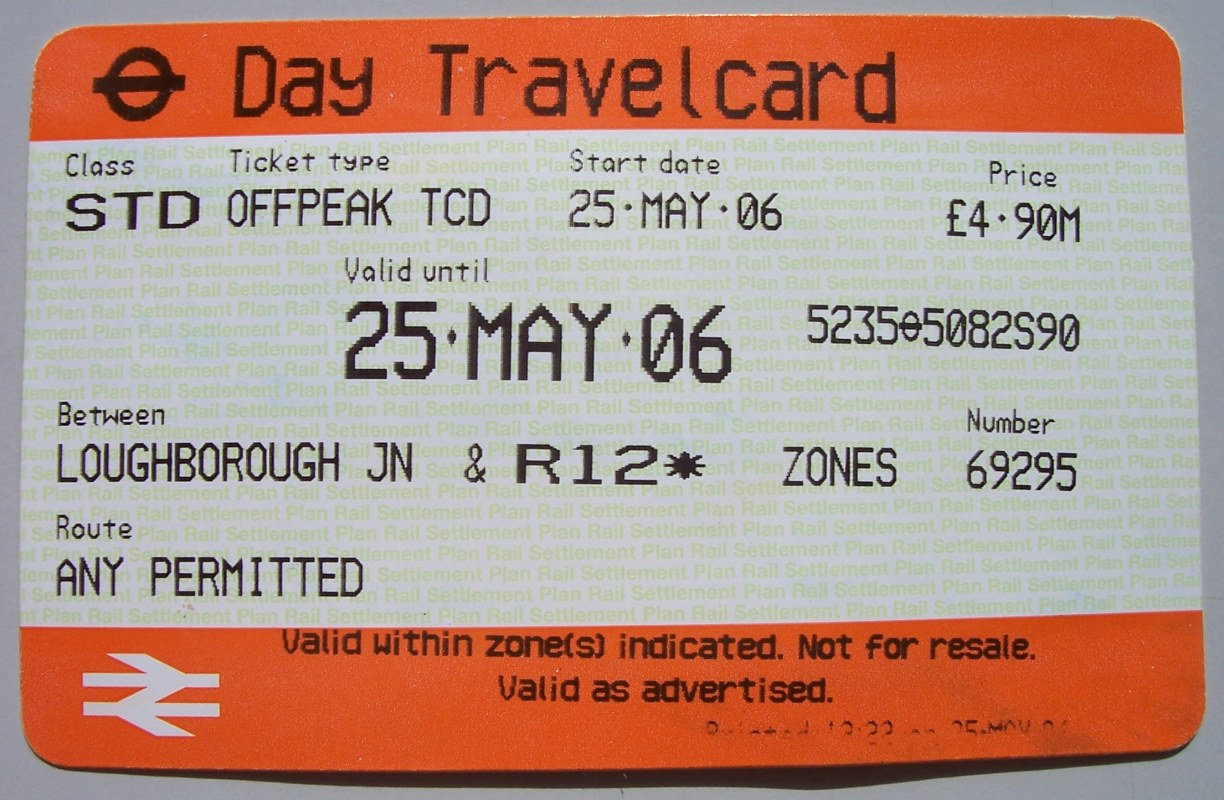
Jednodniowa Travelcard wydana przez National Rail

Travelcard – bilet podróżny obowiązujący w Wielkim Londynie (Wielka Brytania), w ramach systemów: Underground, Overground, Docklands Light Railway, Tramlink, London Buses i National Rail. Travelcard można zakupić na okres jednego lub siedem dni, lub na dowolny okres od miesiąca do jednego roku, w punktach Transport for London, National Rail i ich agentów. Zależnie od miejsca zakupu i okresu ważności - bilet drukowany jest na papierze z paskiem magnetycznym, bądź kodowany na bezdotykowej, elektronicznej karcie wielokrotnego użytku, znanej jako Oyster card. Koszt Travelcard zależy od obszaru, na którym odbywają się przejazdy, w tym celu Londyn podzielony jest na strefy taryfowe.
Sezonowe bilety Travelcard, uprawniające nieograniczone podróżowanie autobusami i metrem, zostały wprowadzone przez London Transport 22 maja 1983 roku. Jednodniowe Travelcard zostały wprowadzone w 1984 roku.